# 河原智
河原 智（かわはら さとし）は、日本出身の元卓球選手、指導者。現役時代は日本代表として世界卓球選手権で金メダルを獲得した。国際卓球連盟世界ランキング最高位は23位。

## 経歴
横浜市立横浜商業高等学校在学時の1964年度、全国高等学校卓球選手権大会個人の部で優勝。 
1967年度、ストックホルム (スウェーデン) で開催された第29回世界卓球選手権では鍵本肇と出場した男子ダブルスで16強。団体で鍵本、木村興治、河野満、長谷川信彦とともに金メダル。全日本学生卓球選手権大会シングルスで優勝。全日本卓球選手権大会では大関行江と出場した混合ダブルス決勝で馬淵常美 / 福野美恵子組を2-0で倒し優勝。
1968年度、全日本選手権では大関と出場した混合ダブルス決勝で長谷川 / 今野安子組に0-2で敗れ準優勝。世界ランキング23位。
現役引退後は全日本監督、早稲田大学卓球部監督、横浜市卓球協会会長を歴任。
2021年、東京パラリンピック卓球競技監督。

## 表彰
- 朝日スポーツ賞 - 1967年[10]